# Communauté de communes de la Colme
De Communauté de communes de la Colme (lett. 'Gemeenschap van gemeenten van de Kolme') is een voormalig gemeentelijk samenwerkingsverband (intercommunalité) in het noordwesten van de Franse Westhoek. Op 1 januari 2014 is het opgegaan in de nieuw gevormde Intercommunale Vlaamse Heuvels.
Het samenwerkingsverband bestond uit negen van de twaalf gemeenten in het kanton Bourbourg. De stad Broekburg zelf heeft zich bij de intercommunale Stedelijke gemeenschap van Duinkerke aangesloten, terwijl de stad Waten en de gemeente Spijker volledig onafhankelijk zijn gebleven.